# Henry D. McDaniel
Henry Dickerson McDaniel (Monroe, 4 settembre 1836 – Monroe, 25 luglio 1926) è stato un politico statunitense.

## Biografia
Nato nella contea di Walton, nel 1856 si trasferì ad Atlanta, dove dopo gli studi di legge divenne avvocato. Pare che soffrisse di una forte balbuzie, ma nonostante ciò si dimostrò comunque un valente avvocato e oratore.
Inizialmente contrario alla secessione, si adeguò alla volontà dei rappresentanti della Georgia e fu uno dei firmatari dell'atto di secessione all'inizio del 1861, in rappresentanza della città di Monroe, dove viveva. Arruolatosi nell'esercito confederato, raggiunse il grado di maggiore e rimase gravemente ferito a Gettysburg; venne catturato durante la ritirata sudista e trascorse il resto della guerra come prigioniero in Ohio.
Rientrato in Georgia, cominciò a servire nella legislatura locale. Nel 1883, alla morte del governatore Alexander H. Stephens e la nomina provvisoria di James S. Boynton, una commissione del Partito Democratico lo scelse come candidato all'elezione speciale convocata per quell'anno, alla quale partecipò senza opposizione, divenendo così governatore della Georgia.
Regolarmente rieletto nel 1884, durante il proprio mandato si occupò di favorire l'industrializzazione georgiana, finanziando anche la costruzione di istituti per persone affette da disabilità. Sotto di lui cominciò inoltre l'espansone della città di Atlanta, fino ad allora rimasta abbastanza circoscritta nonostante fosse ormai la capitale statale. Non ricandidatosi nel 1886, tornò a fare l'avvocato e morì quarant'anni più tardi, quasi novantenne.